# Jiří Drahoš
Jiří Drahoš (* 20. února 1949 Jablunkov) je český chemik, vysokoškolský učitel a politik, bývalý předseda Akademie věd České republiky (2009–2017), první místopředseda Senátu PČR (od r. 2022) a neúspěšný kandidát na úřad prezidenta České republiky (2018).

## Osobní život

### Mládí a studium
Jiří Drahoš a jeho mladší bratr Josef prožili dětství v Jablunkově ve Slezsku, kde absolvovali základní školu. Navštěvovali Lidovou školu umění, Jiří studoval hru na klavír a na trubku, Josef na housle. 
Jiří Drahoš v roce 1967 odmaturoval na střední všeobecně vzdělávací škole v Jablunkově a složil přijímací zkoušky na Vysokou školu chemicko-technologickou v Praze, obor fyzikální chemie. K chemii měl kladný vztah již na střední škole, neboť jde o kombinaci teorie a experimentu; nadto měl dle svých slov velmi dobrého učitele chemie. Po absolvování Vysoké školy chemicko-technologické jej čekala povinná roční základní vojenská služba.

### Manželství a rodina
Jiří Drahoš je ženatý s manželkou Evou Drahošovou, kterou potkal v době studií v Praze, mají dvě dcery – Radku (* 1979) a Lenku (* 1981). Eva Drahošová pracovala jako knihovnice, naposledy v knihovně Výzkumného ústavu vodohospodářského T. G. Masaryka. V době vyhlášení prezidentské kandidatury svého manžela bylo Evě Drahošové 66 let, byla již sedm let v důchodu a pečovala o vnoučata.

### Záliby a jazykové znalosti
Jiří Drahoš nejraději tráví volný čas s rodinou na chatě a rád také pečuje s manželkou o zahradu. V létě se s manželkou věnují turistice a v zimě rádi běžkují.
Podle vlastních slov ovládá Drahoš angličtinu, němčinu, ruštinu a polštinu.

### Rodinný původ

#### Otec Jiří Drahoš starší
Otec Jiří Drahoš starší, věřící Církve československé husitské, se narodil v roce 1921 do rodiny Josefa Drahoše, soustružníka cigár a špiček ze Záboří u Proseče. Na učitelském ústavu odmaturoval již v době, kdy se schylovalo k Protektorátu Čechy a Morava. Kronika města zachycuje učitele Jiřího Drahoše v listopadu 1944 a to v souvislosti s odbojovou skupinou R3 podplukovníka Josefa Svatoně a kapitána Eduarda Sošky a odbojovou činností II. obvodu dobrovolných hasičů župy Vysokomýtské. Dne 18. listopadu 1944 bylo na rozkaz venkovní služebny gestapa v Pardubicích zatčeno protektorátními četníky několik nejužších přátel a spolupracovníků v ilegalitě působícího poštovního úředníka Jana Hartmanna, mezi nimiž se nacházel i otec Jiří Drahoš. Všechny zatčené gestapo na místní četnické stanici vyslýchalo.
V červnu roku 1945, na začátku vysídlování Němců z Československa a osídlování pohraničních oblastí českým obyvatelstvem, odjel Jiří Drahoš starší ve svých 24 letech na Těšínsko do Jablunkova. V Jablunkově nejprve působil jako učitel na tamní základní škole a bydlel v učitelském bytě; v této době se seznámil se svou budoucí manželkou Annou (* 1923). Dne 20. února 1949 se manželům Drahošovým narodil v porodnici v Českém Těšíně syn Jiří. O tři roky později se narodil syn Josef (* 1952). Oba chlapci byli pokřtěni.
V roce 1950 byla v Jablunkově zřízena zvláštní škola, jejímž vedením byl pověřen Jiří Drahoš. Léta 1959 rozhodl Okresní národní výbor v Českém Těšíně o zřízení dvouleté „Učňovské školy zemědělské” s českým a polským vyučovacím jazykem, do jejíhož čela počítal s tehdejším ředitelem zvláštní školy Jiřím Drahošem. Vzhledem k tomu, že Jiří Drahoš absolvoval za první republiky pouze tříletý „Státní koedukační učitelský ústav v Litomyšli” zakončený maturitou, bylo ředitelování na novém učilišti podmíněno doplněním vzdělání na pedagogickém institutu univerzity v Brně. Studium však odmítl a nadále působil na zvláštní škole v pozici ředitele. Ředitelem učiliště se stal v roce 1960 ing. František Sikora z Českého Těšína. Otec Jiří Drahoš zakončil pedagogickou dráhu v pozici ředitele Zvláštní školy Třinec, Jablunkovská čp. 241.

#### Matka Anna Drahošová
Matka Anna, vyznání římskokatolického, absolvovala jednoroční rodinnou školu „Odbornou školu pro ženská povolání” v Jablunkově. Po druhé světové válce pracovala jako vedoucí sestra územních jeslí Jablunkov, zdravotnického zařízení OÚNZ Frýdek-Místek. Zemřela v roce 2009 ve věku 86 let.

## Vědecká činnost

#### Ústav teoretických základů chemické techniky
Po absolvování vojenské služby na podzim roku 1973 nastoupil na studijní pobyt do Ústavu teoretických základů chemické techniky Československé akademie věd (ČSAV), do tehdejší skupiny fyzikální chemie vedené profesorem Eduardem Hálou. V roce 1977 obhájil disertační práci „Rovnováha kapalina-pára za vyšších tlaků. Generalizovaná metoda výpočtu” a obdržel titul kandidát věd (CSc.). V roce 1977 mu byla udělena cena ČSAV. Počínaje 1978 působil v tomto ústavu jako vědecký pracovník v Oddělení chemických reaktorů, skupina pro oblast modelování a řízení chemicko-inženýrských procesů (J. Čermák, J. Drahoš, A. Havlíček).
V období 1985–1986 byl na studijním pobytu na Univerzitě v Hannoveru (Gottfried Wilhelm Leibniz Universität Hannover) ve Spolkové republice Německo, na který získal od Humboldtovy nadace se sídlem v Bad Godesbergu stipendium. Nadace poskytovala mladým vědcům z různých vědních disciplín ve věku 25 až 38 let stipendium. V Hannoveru se seznámil s brazilským doktorandem a v lednu roku 1989 mu byl umožněna půlroční pobyt na Universitě v Sao Paulu, kde přednášel jako hostující profesor.

#### Ústav chemických procesů Akademie věd České republiky

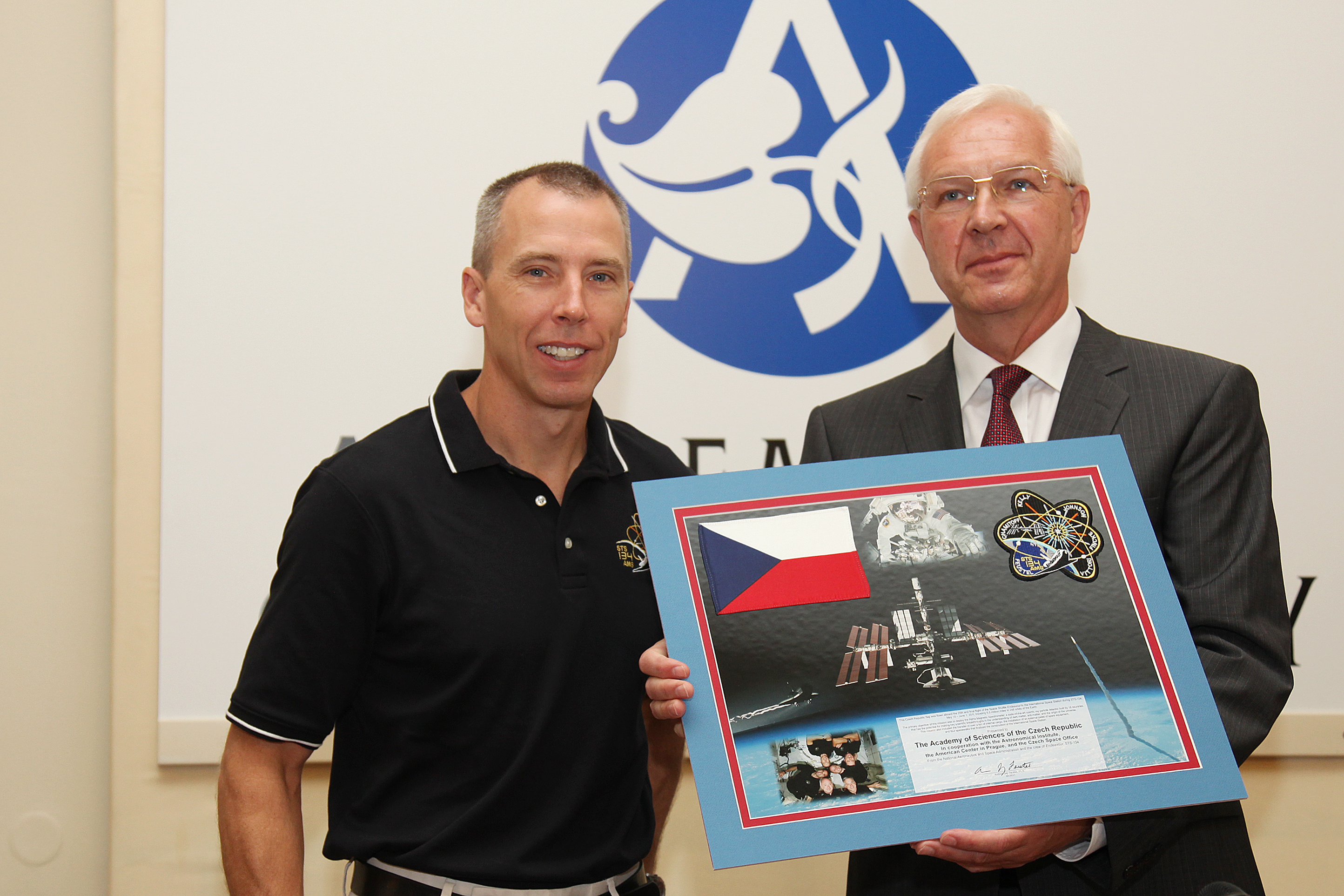
Jiří Drahoš s americkým astronautem Andrewem Feustelem

Jiří Drahoš se v roce 1992 stal zástupcem ředitele Ústavu teoretických základů chemické techniky a byl jím do roku 1994. Dne 1. července 1993 byl název ústavu oficiálně změněn na Ústav chemických procesů Akademie věd České republiky. V letech 1995–2003 pak Drahoš ústav jakožto ředitel vedl. Od roku 2004 do srpna 2005 působil opět jako náměstek ředitele ústavu pro výzkum.
V roce 1994 obdržel Drahoš docenturu pro obor chemické inženýrství na VŠCHT. V roce 1999 obhájil doktorát věd (DrSc.) rovněž pro obor chemické inženýrství. Léta 2003 byl jmenován profesorem (FCHI VŠCHT) taktéž pro obor chemické inženýrství. V roce 2006 obdržel čestný doktorát Slovenské technické univerzity v Bratislavě.
Hlavním předmětem jeho odborného zájmu jsou vícefázové chemické reaktory.
V listopadu 2017 obdržel v pražském Tančícím domě čestný doktorát od japonské Univerzity v Kóbe, která tak ocenila jeho dlouhodobou vědeckou práci a přínos k česko-japonské vědecké spolupráci; prezident univerzity při této příležitosti „vyzdvihl zejména přínos Jiřího Drahoše v oblasti chemických věd a mezinárodní vědecké spolupráce.“

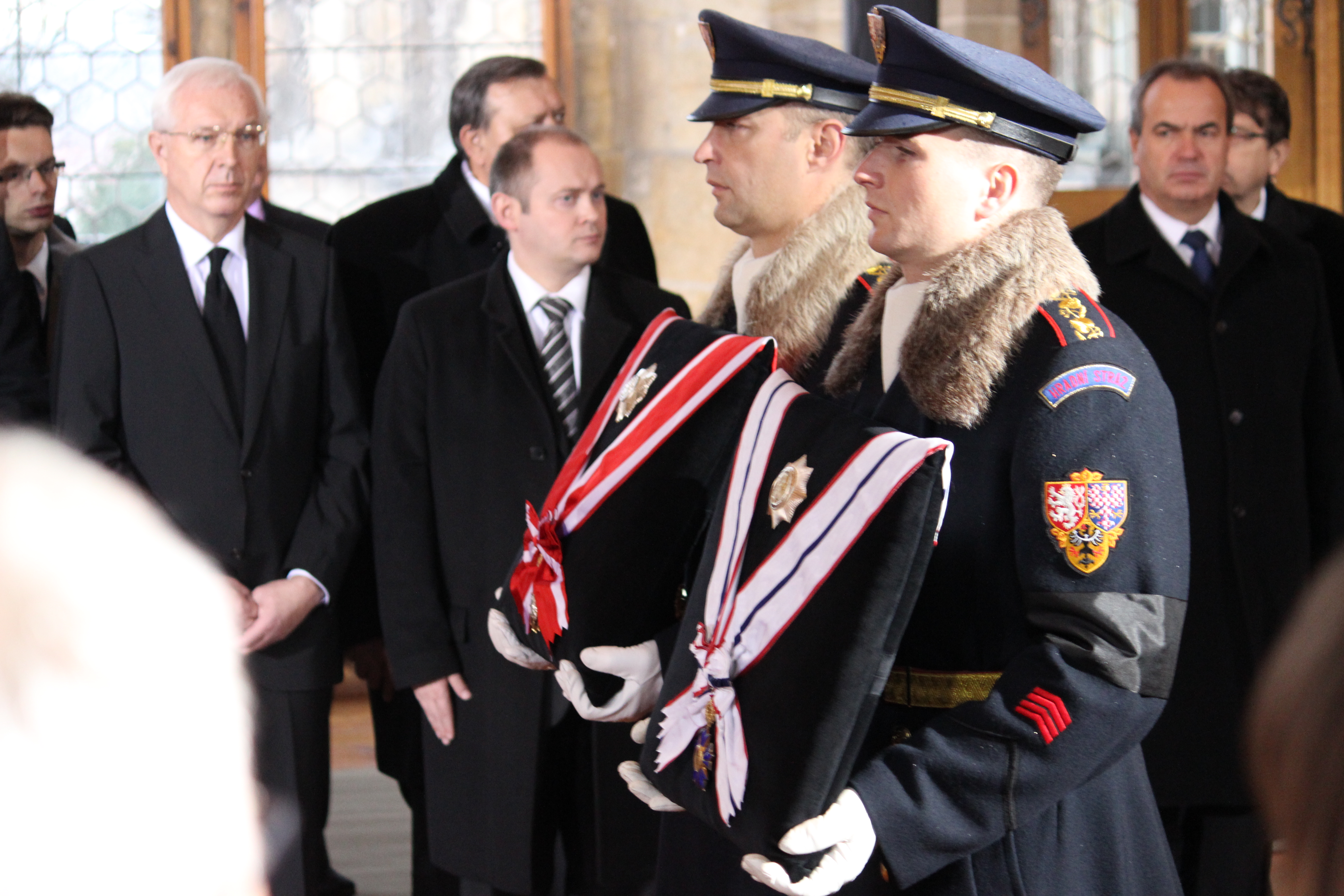
Jiří Drahoš během státního pohřbu Václava Havla

Drahoš je nebo byl členem několika vědeckých institucí: Inženýrská akademie ČR, předsedou České společnosti chemického inženýrství, je členem a býval též předsedou správní rady VŠCHT, dále působil jako člen představenstva Svazu chemického průmyslu. V rámci Evropské federace chemického inženýrství působí jako člen její exekutivy a v letech 2006–2009 byl jejím předsedou. Byl předsedou komise pro udílení doktorátů věd (DSc.) v oboru chemického inženýrství, dále je členem vědeckých rad VŠCHT, byl též členem vědecké rady FCHI VŠCHT. Rovněž je uváděn jako člen vědecké rady FS Vysokého učení technického v Brně a dále je uveden též jako člen rady ÚCHP AV ČR. Od roku 2002 předsedá Mezinárodnímu kongresu chemického a procesního inženýrství CHISA. Je redaktorem mezinárodního časopisu Chemical Engineering Research and Design a členem rad časopisů International Journal of Multiphase Flow, Chemical Engineering & Technology a Clean Products and Processes. Člen Učené společnosti ČR od roku 2009.
Je či byl přihlašovatelem nebo původcem 21 patentů v národní databázi Úřadu průmyslového vlastnictví (20 je již zaniklým dokumentem), jako spoluautor je zapsán celkem pod 14 patenty, vydal na 60 prací v odborných mezinárodních periodikách; publikoval přes 60 původních prací v impaktovaných mezinárodních časopisech a podle SCI je na jeho práce přes 700 citačních ohlasů.
Roku 2012 byl vyznamenán Medailí Za zásluhy v oblasti vědy.

#### Předseda Akademie věd České republiky

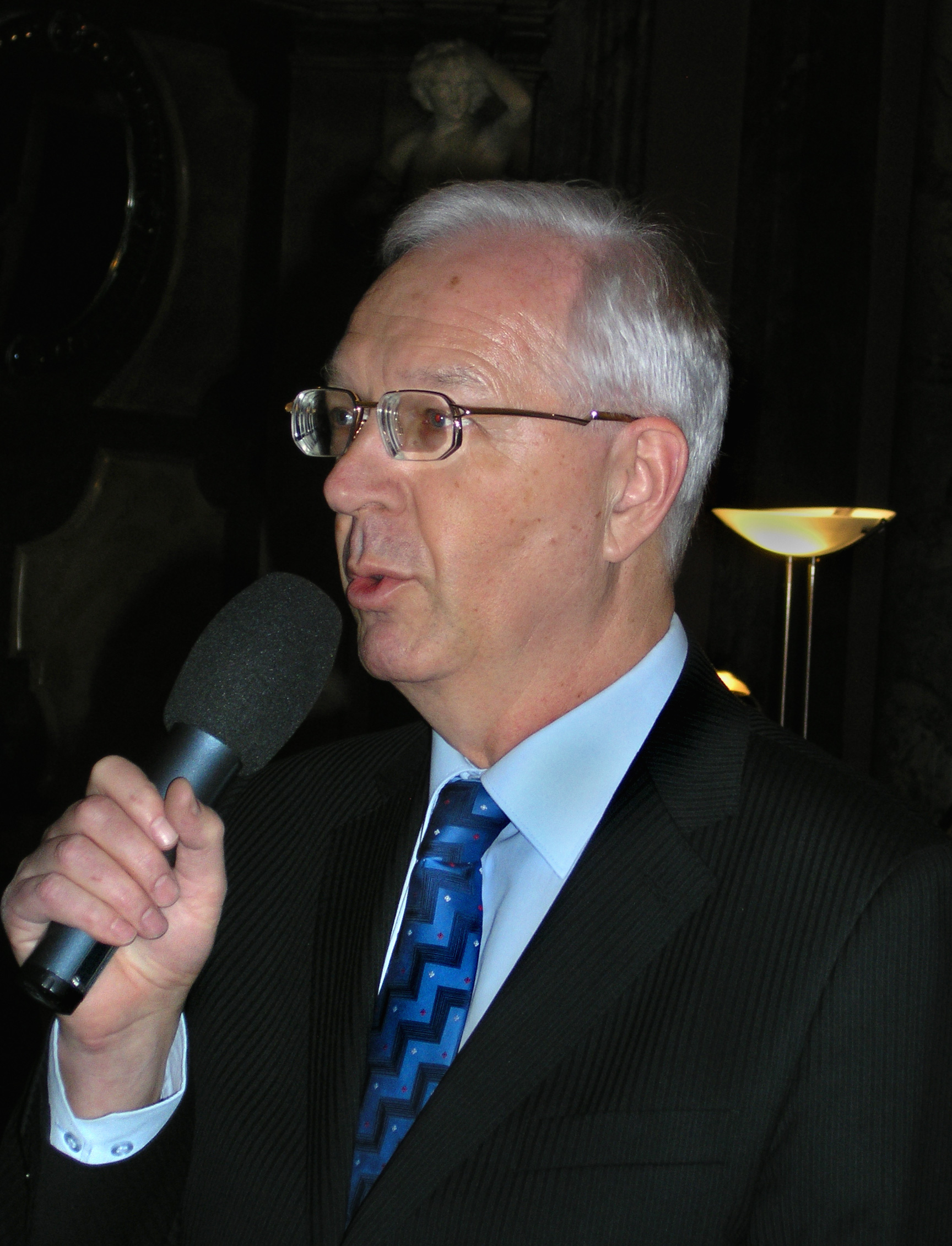
Jiří Drahoš v roce 2009

V Akademii věd České republiky (AV ČR) působil Drahoš od roku 2005 na postu místopředsedy. Dne 16. prosince 2008 kandidoval při volbě nového předsednictva na místo předsedy AV ČR a zvítězil nad protikandidátkou Evou Sykovou z Ústavu experimentální medicíny v poměru hlasů 188:27. Dne 13. března 2009 jej prezident Václav Klaus na Pražském hradě jmenoval novým předsedou AV ČR. Vedení Akademie věd oficiálně převzal na sněmu 24. března 2009, kdy nahradil dosavadního předsedu Václava Pačese. Na další pětileté období byl Akademickým sněmem AV ČR v prosinci 2012 potvrzen jako jediný kandidát na funkci předsedy akademie.
Jeho působení jako předseda Akademie věd bylo poznamenáno bojem o financování akademických institucí, v němž dokázal úspěšně čelit politickému tlaku na snížení institucionálních prostředků pro AV ČR o téměř 50 %.
V dubnu 2016 propůjčil na dva dny prostory Akademie věd pro uspořádání mezinárodní konference na téma „Překonávání globálních hrozeb: posilování mezikulturního dialogu, stability a míru.“ Konference probíhala pod patronátem ministra zahraničních věcí ČR a za účasti zástupců zemí OIC.[nedostupný zdroj]
V jejím průběhu vyzval ministr zahraničí Lubomír Zaorálek k boji proti násilí a šíření skupinové nenávisti a k serióznímu, trpělivému a citlivému naslouchání pokojně projevovaným obavám části evropské a české veřejnosti tváří v tvář nejen náboženskému extremismu, ale i rychlým kulturním proměnám v Evropě spojeným s masovou migrací.
Funkci předsedy Akademie věd ČR Drahoš vykonával do 24. března 2017.

## Politická činnost

#### Členství v politických stranách, nařčení ze spolupráce sStB
Jiří Drahoš nebyl nikdy členem žádné politické strany a jako reakci na nařčení, že byl agentem StB, předložil médiím v červenci 2017 negativní lustrační osvědčení, které bylo vydáno již v roce 1992.

### Kandidatura na prezidenta republiky

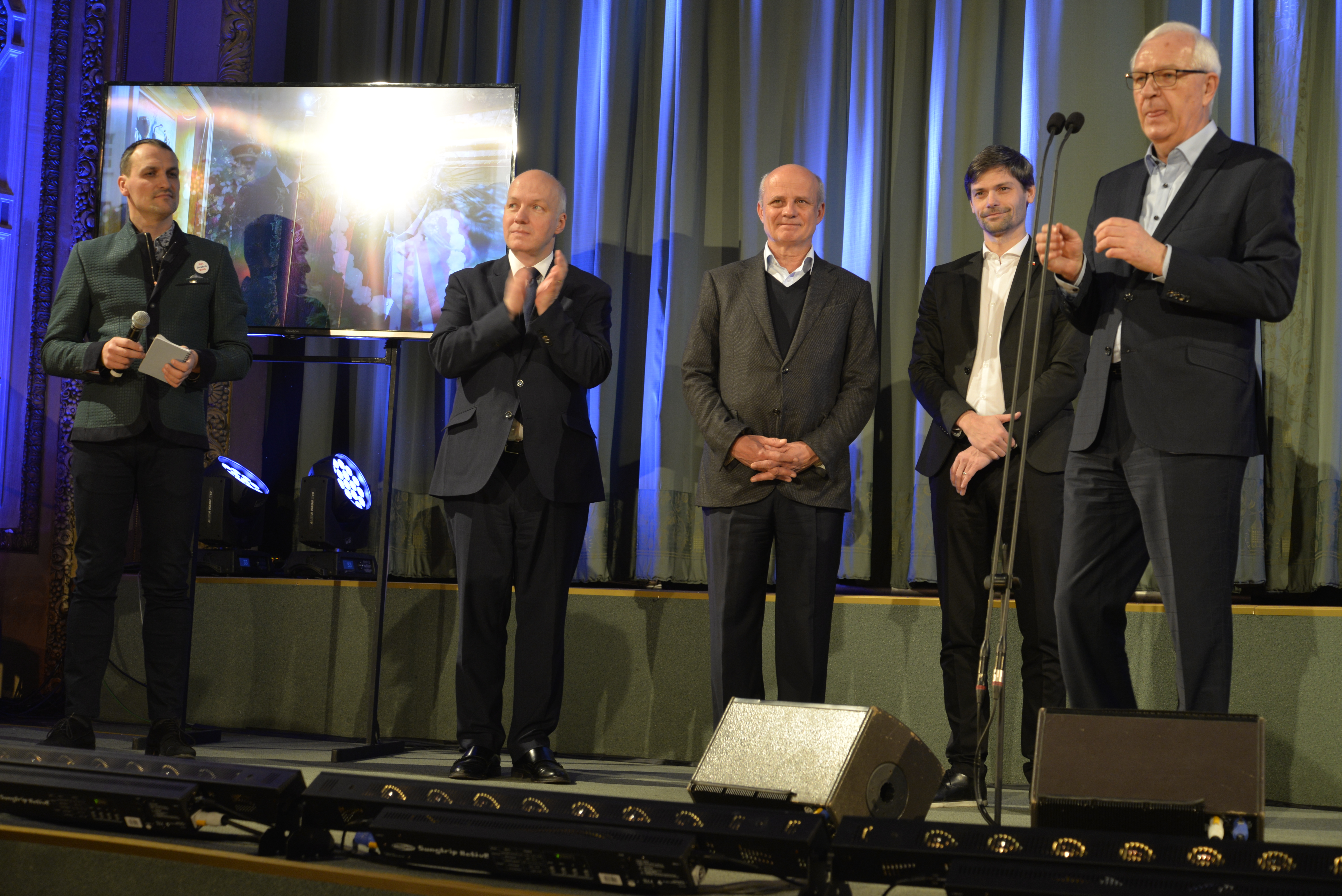
Michal Horáček, Pavel Fischer a Marek Hilšer vyjadřují podporu Jiřímu Drahošovi v závěru kontaktní kampaně – leden 2018

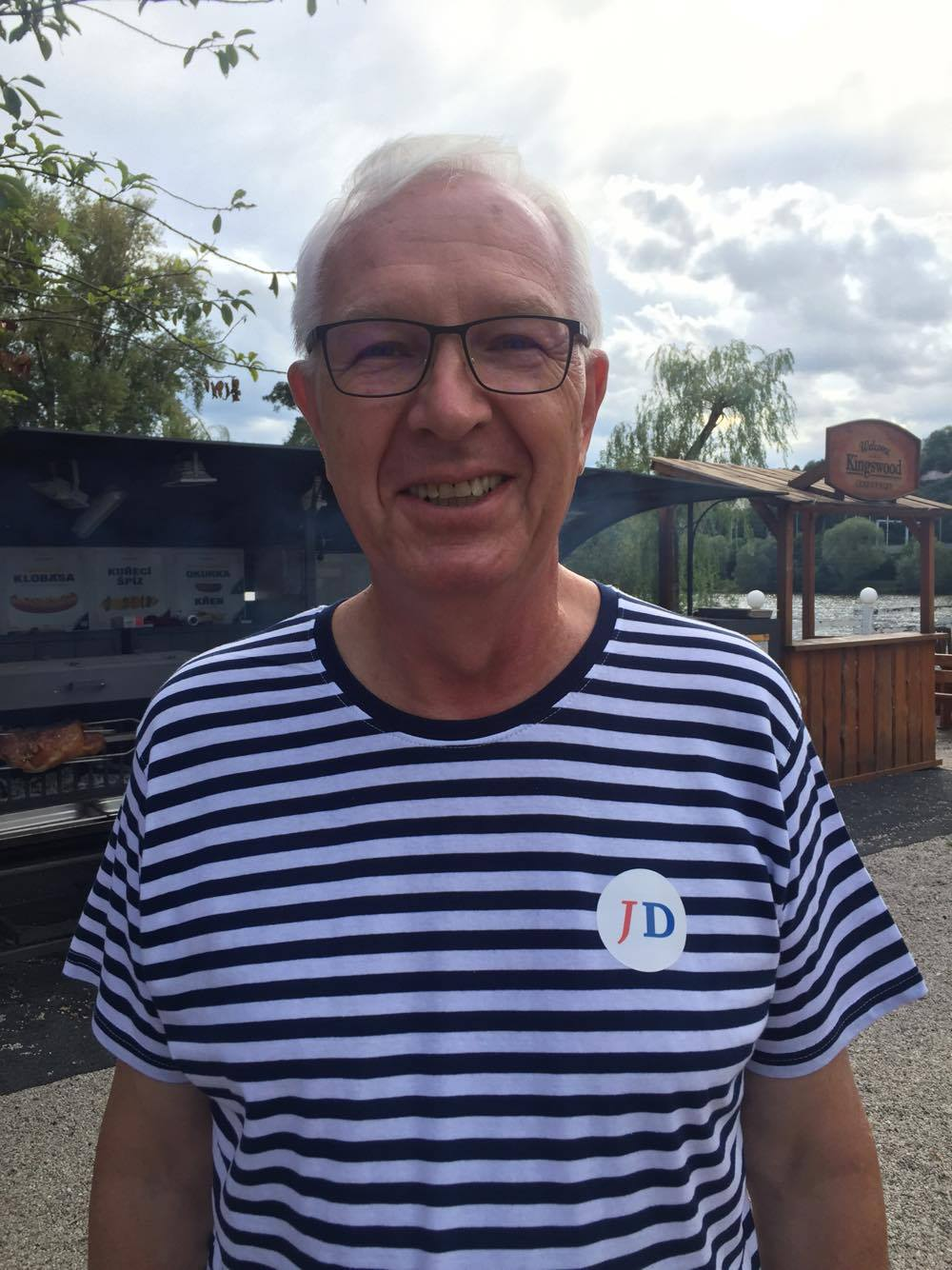
Jiří Drahoš v prezidentské kampani během srpna 2017.

V říjnu 2016 uvedl, že zvažuje kandidaturu na funkci prezidenta České republiky. Dne 28. března 2017 kandidaturu na prezidenta potvrdil v kulturním domě v nejvýchodnějším českém městě a svém rodišti, v Jablunkově. O post hlavy státu se rozhodl usilovat jako nezávislý kandidát. V listopadu 2017 se díky podpoře 141 234 podpisů občanů, které Ministerstvo vnitra započetlo na petici, stal jedním z devíti prezidentských kandidátů.
Podle volebních modelů měl před prvním kolem prezidentské volby po Miloši Zemanovi největší šanci se stát příštím prezidentem republiky. Prezentoval se především jako osobnost s ambicí spojovat společnost, konat v duchu Ústavy České republiky a pozvednout českou vědu a vzdělávání. Mezi Drahošovy hlavní vize patřila aktivní role České republiky v rámci Evropské unie, její ukotvení na Západě, odpovědný přístup ke krajině a životnímu prostředí a podpora lidské vynalézavosti a tvořivosti jako jediného „obnovitelného zdroje“ českého bohatství.

### Volební kampaň

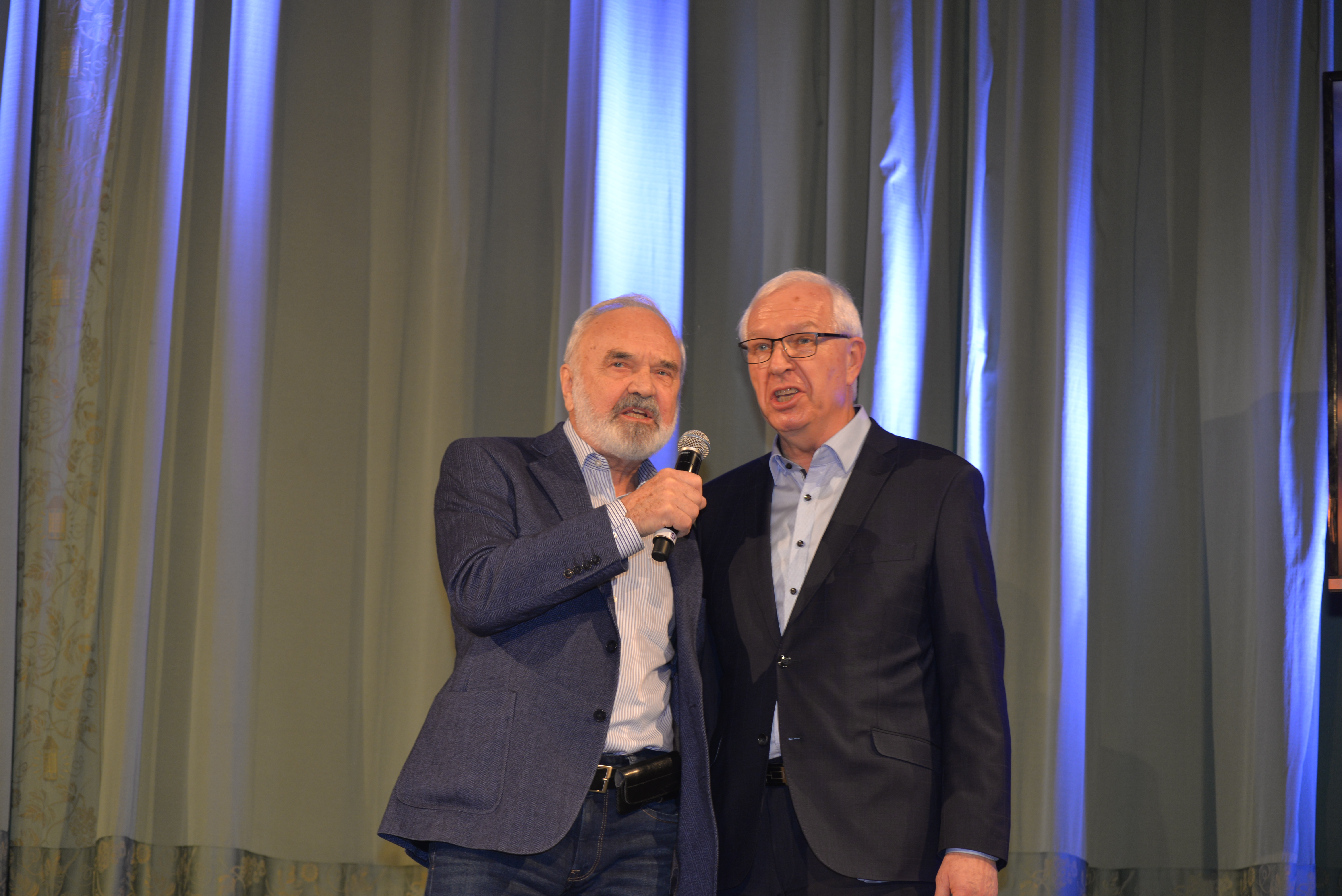
Jiří Drahoš s hercem, scenáristou a písničkářem Zdeňkem Svěrákem

Ve volební kampani Drahoše otevřeně podpořila řada předních českých osobností veřejného života, mj. předseda Pirátů Ivan Bartoš, předseda KDU-ČSL Pavel Bělobrádek, zlínský hejtman Jiří Čunek (KDU-ČSL), představitelé TOP 09 Miroslav Kalousek, Karel Schwarzenberg a Jiří Pospíšil, předseda STAN Petr Gazdík, předseda Senátu Milan Štěch (ČSSD), nebo primátoři Brna a Ostravy Petr Vokřál (ANO) a Tomáš Macura (ANO). Osobnost Jiřího Drahoše ocenili i předsedové ANO, ČSSD či ODS. Strany ODS, TOP 09, KDU-ČSL, STAN a Zelení Drahoše podpořily také oficiálně. Je populární u voličů i politiků napříč politickým spektrem, včetně lidovců, sociálních demokratů či členů hnutí ANO. O úřad prezidenta se ovšem ucházel jako nadstranický kandidát.
V červenci 2017 se podle bookmakerů stal poprvé favoritem pro prezidentské volby 2018. Výsledky průzkumu agentury Focus pro Český rozhlas ze září 2017 dávaly Drahošovi pro první kolo volby naději na postupové druhé místo se ztrátou 15 % na Miloše Zemana. Podle průzkumu agentury Median pro Seznam.cz ze září 2017 byl nejpřijatelnější ze všech současných kandidátů a v druhém kole by proti Zemanovi zvítězil v poměru 55,5:44,5; dle průzkumu agentury Stem/Mark z listopadu 2017 však už měl oproti Zemanovi menší podporu, a to v poměru 40:45.
Během 22 předvolebních debat, které hodnotil tým Demagog.cz, měl Jiří Drahoš největší procento pravdivých výroků (94 %), na opačné straně žebříčku pravdivosti skončili Miloš Zeman (74 %) a Petr Hannig (61 %).
Do svého poradního týmu si vybral předsedkyni SÚJB Danu Drábovou, ekonoma Daniela Münicha, odborníka na veřejnou správu Karla Půbala, generální ředitele ŘLP Jana Klase, nakladatele Jiřího Padevěta, astrofyzika Jiřího Grygara, ekonoma Petra Teplého, egyptologa Miroslava Bártu, rektora ČZU Petra Skleničku, historika Jaroslava Šebka, bývalého diplomata Petra Koláře, poradce pro sociální péči Šimona Ornesta a Ladislava Angeloviče a ekonoma Lukáše Kovandu.

### Finanční podpora kampaně
V květnu 2017 Drahošův volební štáb uvedl, že jedná o možnostech podpory s podnikateli. Od firem dostal do prvního kola největší podporu od společností Motejlek.com, s.r.o., Lázně Luhačovice, a.s., Léčebné lázně Jáchymov, a.s., bpd partners a AVEKO Servomotory, a.s. Největší finanční podporu od soukromých osobností získal do prvního kola od Dalibora Dědka (spolumajitele skupiny firem Jablotron), Martina Wichterleho (vnuka vynálezce kontaktních čoček a zakladatele strojírenské skupiny Wikov), Libora Winklera, Ivana M. Havla, Václava Pačese, Heleny Illnerové, Pavla Bratinky a Věslava Michalika (starosta Dolních Břežan). Mezi Drahošovy sponzory patří také miliardáři Martin Vohánka a Luděk Sekyra, dále Jakub Havrlant, spolumajitel Mall.cz, a spolumajitel developerské společnosti Finep Pavel Rejchrt. Částku ve výši 200 tisíc Kč poslal také bývalý ředitel exekutorského úřadu Přerov Robert Runták.
Do druhého kola získal Drahoš podporu od manželů Horákových, majitelů společnosti Albatros Media, od Nadace Blížksobě, od firmy Y Soft Corporation nebo od spolumajitele finanční skupiny RSJ Václava Dejčmara. K polovině ledna 2018 získal Drahoš na kampaň 34 milionů korun.

### První kolo voleb

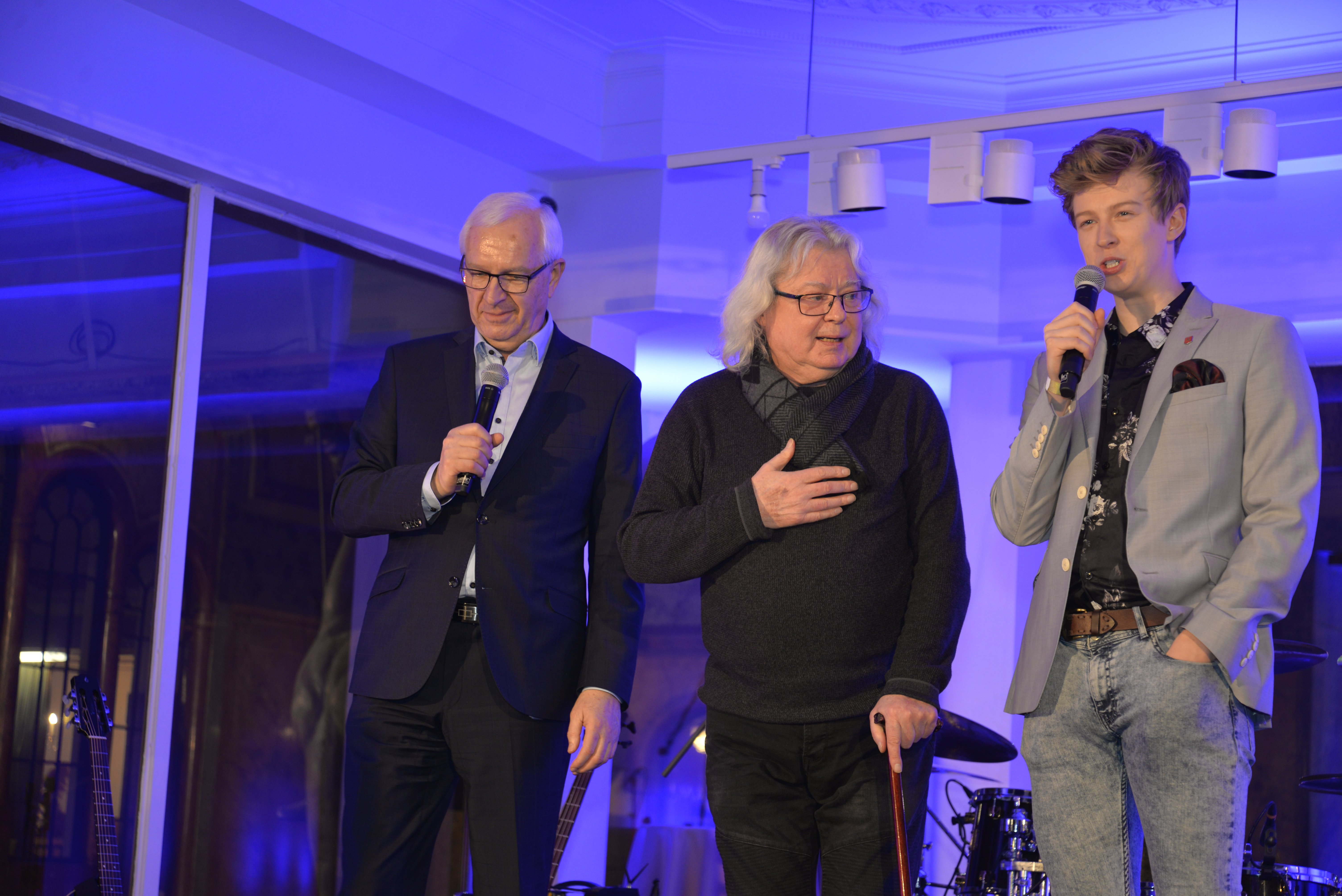
Jiří Drahoš se zpěváky Mišíkovými, otcem Vladimírem a synem Adamem

První kolo voleb proběhlo v pátek 12. a  sobotu 13. ledna 2018. Úřadující prezident Miloš Zeman získal 38,56 % hlasů, Jiří Drahoš se umístil na druhém místě s 26,6 % hlasů, čímž oba dva postoupili do druhého kola voleb.
Po skončení prvního kola vyjádřili neúspěšní kandidáti Marek Hilšer, Michal Horáček, Vratislav Kulhánek a Mirek Topolánek a po jistém váhání též Pavel Fischer podporu Jiřímu Drahošovi do druhého kola a vyzvali své voliče, aby ho volili; Michal Horáček mu navíc zdarma nabídl své billboardy, zaplacené i na druhé kolo voleb.

### Druhé kolo voleb
Druhé kolo voleb proběhlo v pátek 26. a v sobotu 27. 1. 2018. Úřadující prezident Miloš Zeman získal s 51,36 % (celkem 2 853 390) hlasů a obhájil tak svůj mandát, Jiří Drahoš získal 48,63 % (celkem 2 701 206) hlasů. Celková účast u voleb byla 66,60 %.
Drahoš po uznání porážky prohlásil, že neodchází ani z politiky, ani z veřejného života, a že „to co není nyní, tak bude“.

### Kandidát na ministra školství, mládeže a tělovýchovy
V červnu roku 2022 nabídl Ministr vnitra Vít Rakušan Jiřímu Drahošovi pozici ministra školství, mládeže a tělovýchovy po rezignaci ministra Petra Gazdíka. Drahoš nabídku odmítl.

### Senátor

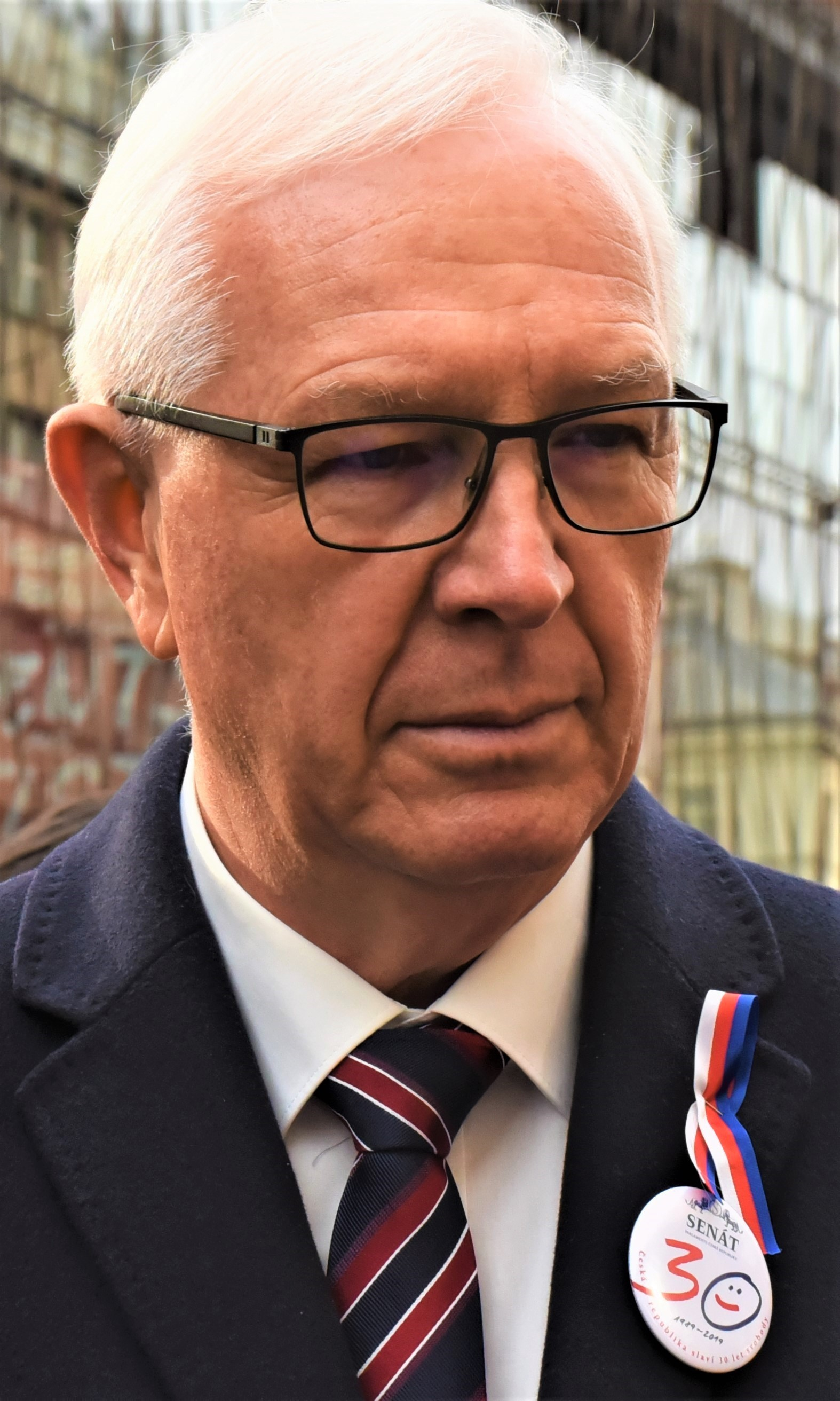
Jiří Drahoš jako senátor

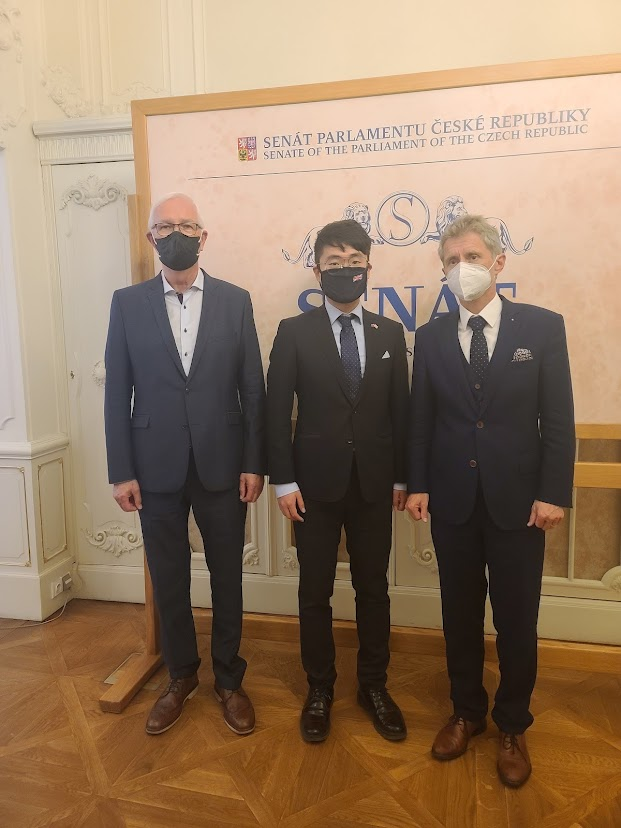
Zleva senátor Jiří Drahoš, demokratický aktivista Simon Cheng a předseda Senátu Miloš Vystrčil, září 2021

V únoru 2018 se v médiích objevila informace, že Drahoš zvažuje kandidaturu ve volbách do Senátu PČR na podzim 2018, a to v obvodu č. 20 – Praha 4, kde dlouho žil. O měsíc později tuto informaci potvrdil. Podporu mu vyjádřily čtyři politické strany, a to KDU-ČSL, TOP 09, hnutí STAN a Zelení.
V samotných volbách získal 52,65 % hlasů, a byl tak hned v prvním kole zvolen senátorem, kde nahradil Evu Sykovou. Stal se členem senátorského Klubu Starostové a nezávislí. V Senátu zastává post předsedy Výboru pro vzdělání, vědu a inovace.
Po volbách do Senátu v říjnu 2020 se o něm spekulovalo jako o možném budoucím předsedovi Senátu, Drahošův domovský klub i Jiří Drahoš sám však nakonec podpořili opětovnou kandidaturu Miloše Vystrčila (ODS). Jako senátor podporuje ochranu lidských práv ve světě a politiku předsedy Senátu Miloše Vystrčila, jež je zaměřena tímto směrem. Například v září 2021 se v Senátu setkal s hongkongským prodemokratickým aktivistou Simonem Chengem.
Na začátku listopadu 2022 byl zvolen 1. místopředsedou Senátu PČR, když dostal v tajné volbě 67 z 80 odevzdaných hlasů. Ve funkci tak vystřídal Jiřího Růžičku.
Ve volbách do Senátu PČR v roce 2024 obhajoval jako nestraník za hnutí STAN za koalici „STAN, Piráti, ODS, KDU-ČSL a TOP 09“ mandát senátora v obvodu č. 20 – Praha 4. V prvním kole vyhrál, když získal 48,21 % hlasů. Ve druhém kole se utkal s nestraníkem za hnutí ANO Josefem Svobodou, nad kterým vyhrál poměrem hlasů 74,26 % : 25,73 %, a obhájil tak mandát senátora na dalších 6 let. Dne 30. října 2024 byl znovu zvolen 1. místopředsedou Senátu PČR, když získal v tajné volbě 61 hlasů od 79 přítomných senátorů.

## Politické názory

### Mezinárodní politika

#### Otázka českého členství v NATO
Považuje se za proevropského kandidáta, který jednoznačně stojí za členstvím Česka v NATO: „Česká republika je součástí demokratické Evropy. Chceme-li mít na Evropu vliv, musíme být její součástí. Další zásadní věcí je bezpečnost státu. Žádný stát naší velikosti není schopen zvládnout bezpečností tematiku samostatně. Proto je naše členství v NATO důležité.“ Je také proti referendu o vystoupení z NATO. Spojené státy považuje za dobrého spojence České republiky a podle Drahoše na tom nic nezměnilo ani zvolení Donalda Trumpa americkým prezidentem.

#### Otázka referenda o vystoupení z EU a přijetí eura

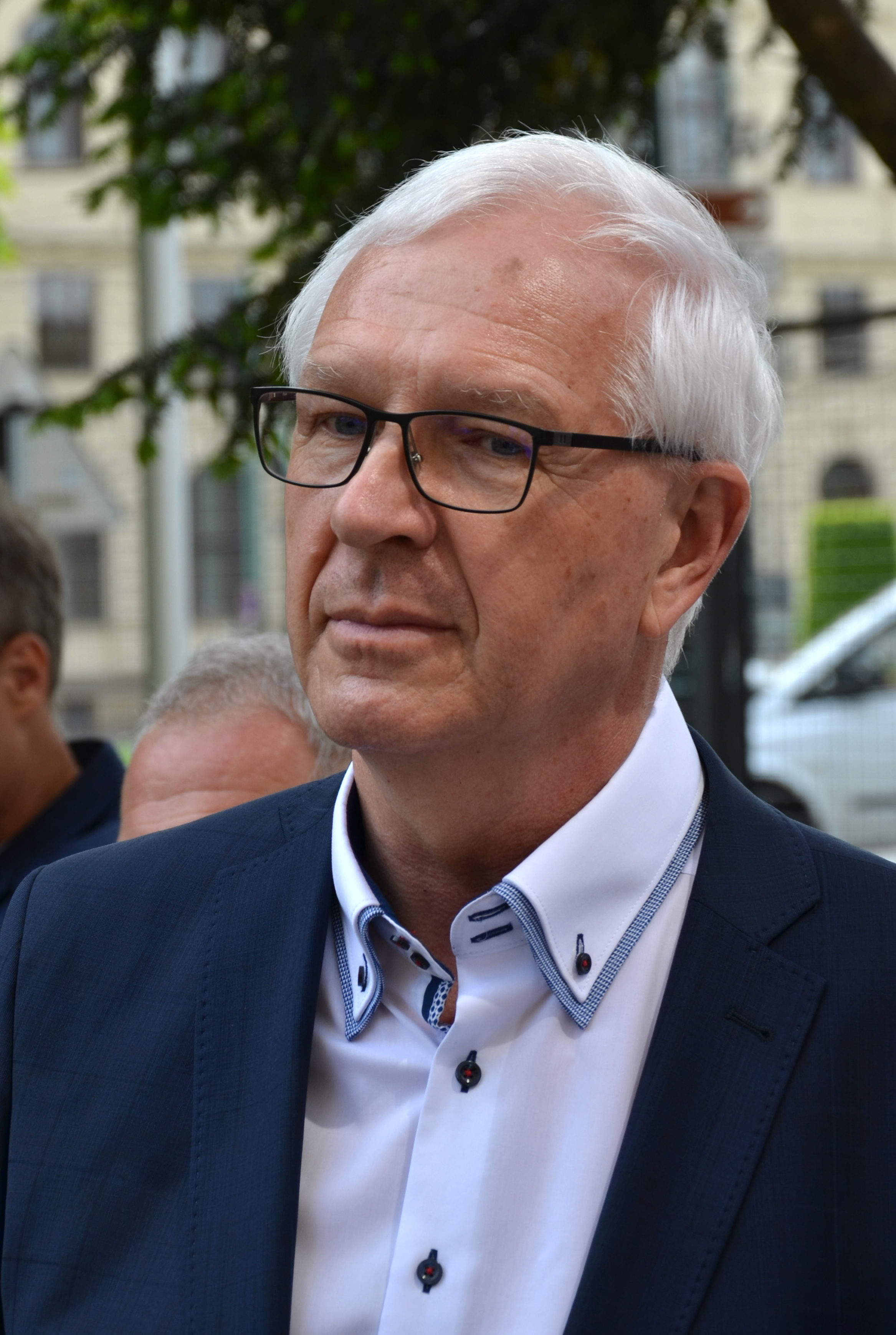
Jiří Drahoš

O možnosti uspořádání referenda o vystoupení z Evropské unie se vyjádřil skepticky. Jako důvod své opatrnosti uvádí názor, že o složitých tématech, jako je členství v mezinárodních organizacích, nelze rozhodovat „jednoduchými otázkami ANO-NE“. Referendum je v době snadného ovlivňování názorů lidí všemi směry, zejména prostřednictvím Internetu, z jeho pohledu velmi nebezpečné. Na svém webu svůj postoj doplňuje: „Dnes ale není vystoupení z EU tématem, o kterém by se vedla soustavná celospolečenská debata. Jen ta přitom může přinést informace nezbytné pro pochopení problematiky v celé její šíři. Hlavní slovo dnes bohužel nemají fakta, ale politické emoce a často i cílené dezinformace. To je přesně ta situace, kdy o budoucím směřování země podle mě není správné rozhodovat v referendu.“ Pokud by však takový zákon byl Parlamentem přijat, nebránil by mu. Bylo by však podle něj důležité uspořádat korektní kampaň, v níž by byli občané informování o výhodách členství v EU. Názor mnohých by se pak podle něj změnil. Je však pro referendum na komunální úrovni. Drahoš podporuje zahájení procesu přijetí eura již v následujícím volebním období.

#### Otázka uvalených sankcí na Rusko
Nerušil by sankce proti Rusku a podporuje ukrajinskou územní celistvost. Česko by podle Drahoše nemělo sloužit jako most mezi Ruskem a Západem, protože je samo součástí EU, a „můžeme naopak věrohodně varovat před naivitou, kterou některé síly v západních zemích vůči Rusku projevují.“ Drahoš si spojuje současné Rusko se Sovětským svazem a s invazí vojsk Varšavské smlouvy do Československa v roce 1968, a uvedl, že Češi mají „zkušenosti s mentalitou Ruska, nejen kvůli jeho blízkosti, ale také kvůli jeho vlivu na domácí poměry po okupaci v roce 1968.“ V rozhovoru pro Český rozhlas spekuloval, že si ruské tajné služby přejí znovuzvolení Miloše Zemana, připustil ale, že pro svá tvrzení nemá žádné důkazy. Rusko označil za hrozbu pro Českou republiku. V jiném rozhovoru pro E15.cz Drahoš prohlásil, že mít dobré vztahy se stabilním Ruskem je v zájmu Evropy i České republiky.

#### Vztahy s Čínou
V dubnu 2017 prohlásil, že čínské investice v Česku nepovažuje za přínosné a nepodepsal by také prohlášení českých ústavních činitelů o respektu k čínské územní celistvosti; ve vysílání Českého rozhlasu 14. ledna 2018 ovšem uvedl, že nemá nic proti obchodování s Čínskou lidovou republikou, protože „Čína je světová velmoc“ a „byznys s ní dělá celá řada států.“

#### Katalánsko, změny klimatu, armáda a Izrael
Během katalánské krize v roce 2017 a v době konání referenda o nezávislosti Katalánska vyjádřil Drahoš pochopení pro snahu španělského premiéra Mariana Rajoye zabránit konání neústavního referenda, odmítl ale násilí španělské policie proti katalánským civilistům.
Podle Jiřího Drahoše je také vliv člověka na globální změnu klimatu nepopiratelný a lidskou činností bychom měli důsledky globálních změn eliminovat.
Ohledně armády se vyjádřil tak, že je nedostatečně ozbrojena a výdaje na ni bychom měli zvyšovat pro dodržení závazků se státy NATO a jednotky AČR by se měly i nadále podílet na operacích v Afghánistánu.
Drahoš označil stát Izrael za zemi, která je mu sympatická. Uvedl, že zde se zrodila důležitá část židovsko-křesťanské civilizace, která je pro Evropu klíčová a tradiční vztahy s Izraelem jsou velmi dobré a Drahoš by v těchto vztazích určitě rád pokračoval.

### Migrační krize
Podle svého postoje z ledna 2018 se Jiří Drahoš domnívá, že „přerozdělování uprchlíků na základě kvót je neúčinné a dokonce politicky škodlivé“ a že problém uprchlíků „může narušit politickou, ekonomickou i kulturní stabilitu Evropy“. V říjnu 2015 napsal Drahoš komentář do Hospodářských novin pod názvem „Vážnější migrační vlny ještě přijdou“, ve kterém píše: „Nesmíme však podléhat populistickým návodům na jednoduchá řešení a musíme si zachovat zdravý rozum. Potřebujeme dlouhodobou strategii migrační politiky, která umožní efektivní zvládání proudu uprchlíků tak, aby to odpovídalo absorpční kapacitě České republiky.“

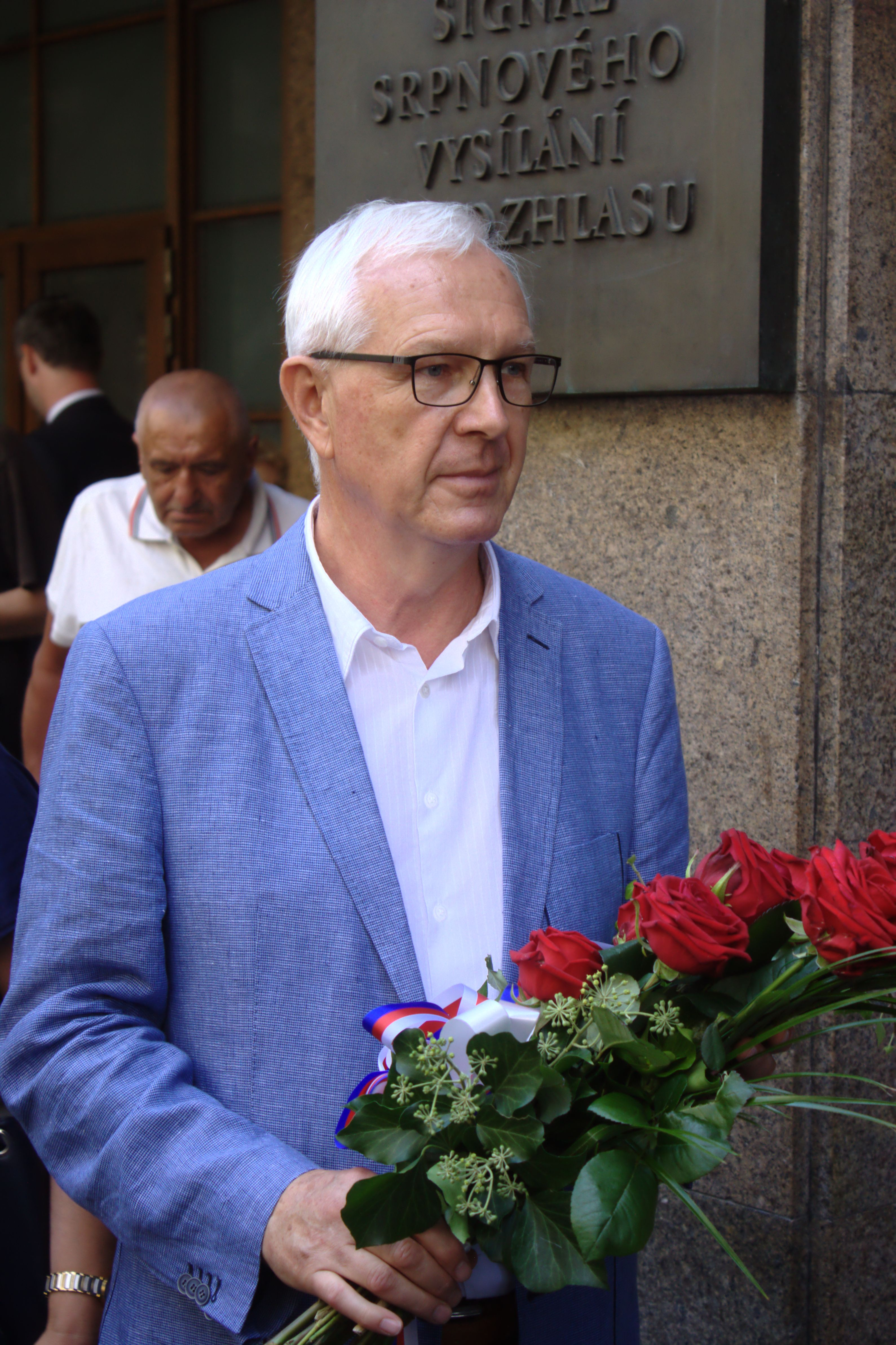
Jiří Drahoš při pietním aktu k výročí okupace Československa vojsky Varšavské smlouvy u Českého rozhlasu

Evropská migrační krize se podle Drahoše nevyřeší „zadrátováním hranic,“ ale měla by se řešit na místě, kde vzniká. Jelikož do Evropy přichází řada migrantů z čistě ekonomických důvodů, musíme se prostě smířit s tím, že rozumné řešení bude stát hodně peněz. V červnu 2017 Drahoš uvedl k otázce uprchlických kvót pro členské země EU, že „Přijmout tady nějakých 2 600 z bezpečnostního hlediska prověřených uprchlíků nebo migrantů by neměl být žádný problém.“
Při diskuzi s občany během předvolební kampaně v červenci 2017 Drahoš uvedl, že v Evropě neexistuje žádný úspěšný model integrace muslimů, a prohlásil, že „Evropa nemůže uživit sto milionů Afričanů, je třeba pomáhat jim doma.“ Také řekl, že problémem je vytváření uzavřených muslimských komunit v Evropě, ale také dobrovolná segregace některých skupin obyvatel od většinové společnosti ve Spojených státech.
V otázce migrace a teroru byl přístup Jiřího Drahoše hodnocen jako nejvstřícnější v anketě s anonymními odpověďmi IDNES.cz „Otázka pro prezidenta“:
| „ | Musíme současně řešit následky i příčiny. Evropa by měla lépe hájit vnější hranici a kontrolovat ty, kteří k nám přicházejí. Abychom omezili riziko útoků teroristů, musíme posílit všechny složky ochrany, včetně tajných služeb. Díky ekonomické síle Evropy pak lze řešit problémy v místech jejich vzniku. Každá nová studna nebo závlahový systém pro pěstování potravin v subsaharské Africe snižují motivaci místních obyvatel k migraci. Tam by měla Evropa směrovat své úsilí, nikoliv do vnucených kvót. | “ |

Na Volební kalkulačce uvádí, že by Evropa migrační krizi měla řešit koordinovaně – „to ale neznamená podřídit se kvótám, koordinovaný postup je vždy účinnější.“ Zároveň Jiří Drahoš považuje členství v EU za „příležitost, jak hájit naše zájmy a podílet se na rozhodování.“

#### Signatář výzvyVědci proti strachu a lhostejnosti
V srpnu 2015 Drahoš podepsal spolu s 3 500 vědci a 9 000 osobami mimo vědeckou obec výzvu „Vědci proti strachu a lhostejnosti“, která reagovala na protiimigrační a protimuslimské nálady v české společnosti. Drahoš v souvislosti s podepsáním výzvy označil vědce za „elitu“ českého národa a prohlásil, že vědci „přemýšlejí, analyzují, kritizují a jsou od počátku vedeni k tomu, aby pochybovali. Nevím, kdo víc by měl být elitou.“

### Cesta Miloše Vystrčila na Tchaj-wan
Jiří Drahoš plně podpořil cestu předsedy Senátu Miloše Vystrčila na Tchaj-wan na přelomu srpna a září 2020. Sám Drahoš plánoval navazující cestu na Tchaj-wan v září 2020, kvůli pandemii koronaviru ji však byl nucen odložit.

### Vnitrostátní politika
V tiskové zprávě po oznámení kandidatury sdělil Drahoš, že hlavním důvodem jeho kandidatury „jsou obavy o osud novodobé české demokracie. Není mi lhostejný nárůst extremismu a populismu a jisté občanské apatie vůči základním demokratickým hodnotám.“

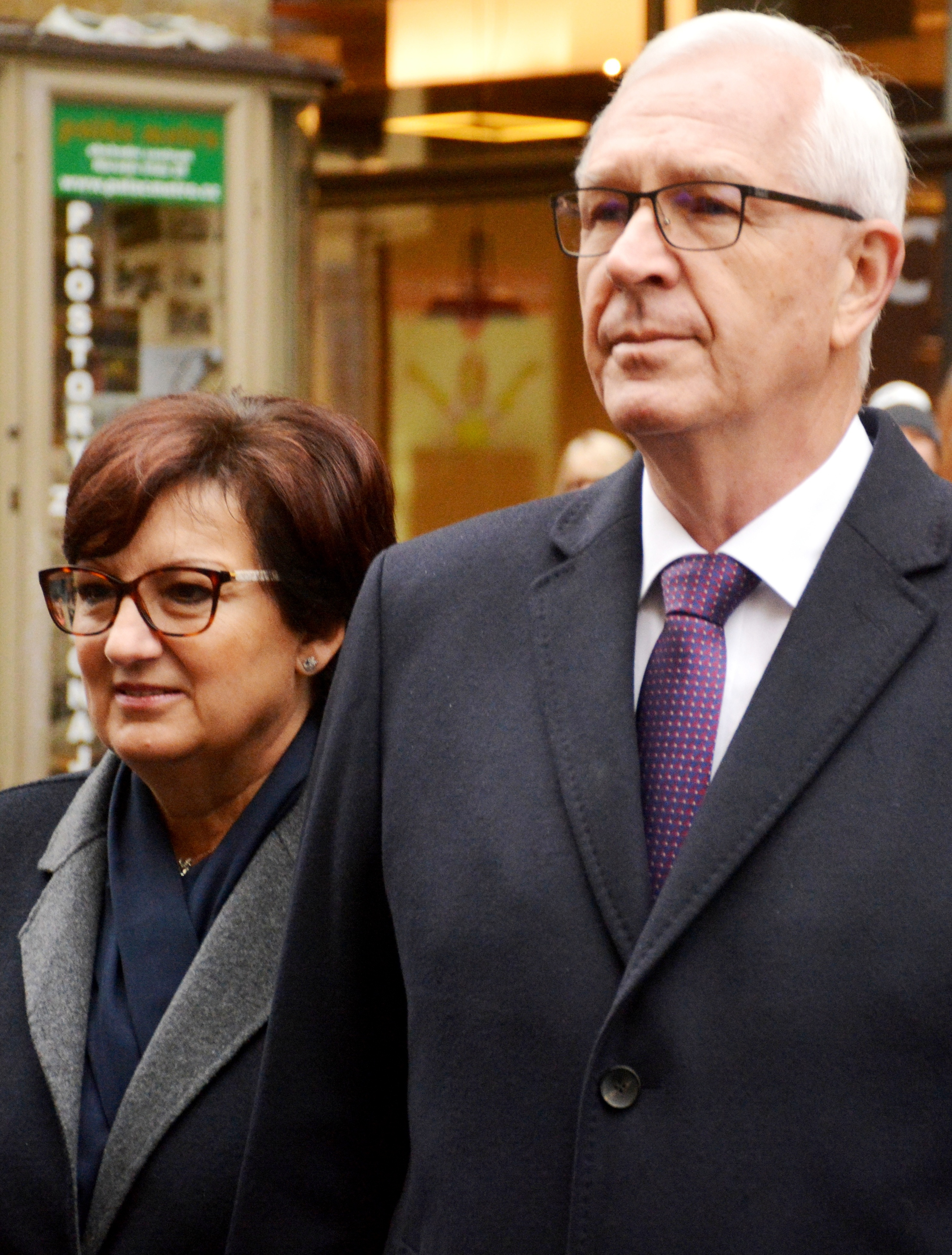
Jiří Drahoš s manželkou Evou Drahošovou při vzpomínkové akci k událostem 17. listopadu 1989 na Národní třídě

Nejmenoval by vládu, jejíž součástí by byli komunisté. Nejmenoval by premiérem někoho, kdo je obviněn z trestného činu (například v případě možného obvinění Andreje Babiše v kauze Čapí hnízdo).
Institut milosti podle jeho názoru do českého právního řádu patří, jakožto „světélko na konci tunelu“ poskytující každému odsouzenému naději. Uděloval by ji pouze ze sociálních, zdravotních a humanitárních důvodů a před jejím udělením by se radil s odborníky.
Mezi českými politiky ocenil Pavla Bělobrádka pro akceptaci racionálních argumentů, Miroslava Kalouska za plnění svých slibů, „byť byl ministrem ve vládách, které Akademii věd příliš nepřály“ a jako korektního ve vyjednávání ocenil také Jana Fischera. Naopak považoval za nepřijatelné, aby český prezident říkal v Číně, že se tam jezdí učit, jak stabilizovat společnost. V minulosti nebyl a ani nebude členem žádné politické strany. Podporu mu vyjádřili předsedové STAN, KDU-ČSL a TOP09.
Navrhl, aby se z Budapešti do Prahy přestěhovala Středoevropská univerzita, kterou založil a financuje americký miliardář a filantrop George Soros.
Podporuje progresivní zdanění, tedy aby lidé s vyššími příjmy platili procentuálně vyšší daně. Byl by pro zvyšování důchodového věku i nad 65 let; proti privatizaci národního podniku Budějovický Budvar nemá námitek.

#### Otázka EET, rodiny, homosexuálních párů a zákazu kouření
Souhlasil s elektronickou evidencí tržeb v restauracích a ve většině ostatních segmentů služeb, s tím, že ví o řadě restaurací, které s tím také nemají problém. Nezaváděl by ji však pro trhovce a drobné podnikatele.
Jiří Drahoš zdůraznil svou víru v tradiční rodinu, v níž se učíme „ty nejzákladnější věci o sobě a druhých lidech“. Nebyl by ani proti zákonu umožňujícímu adopci homosexuálními páry, již považuje za lepší alternativu, než aby děti vyrůstaly bez rodiny v dětském domově.
Zákaz kouření v restauracích vnímal tak, že se Česko přiřadilo ke zbytku Evropy a mohl by mít prý také sympatický sociální dopad. Je pro to, aby měl kuřák tak vysoký stupeň pojištění, který odpovídá riziku.

#### Otázka Sudetských Němců a vyznamenání Mašínů
V dubnu 2017 uvedl k otázce vysídlení Němců z Československa, že poválečný odsun sudetských Němců byl především důsledek něčeho, co se stalo v předchozích šesti letech. V červnu 2017 ovšem uvedl, že by přijal pozvání na výroční setkání Sudetoněmeckého krajanského sdružení, pokud by s tím souhlasila vláda. Vyjádřil, že má pochopení pro kontroverzní skupinu bratří Mašínů a prohlásil, že „Každý má právo na odpor totalitnímu režimu.“ Vyznamenání by jim ale nepředal: „Příběh bratří Mašínů má zastánce i kritiky – rozděluje národ. Proto je lepší ho nechat historikům a budoucím generacím.“

#### Otázka církevních restitucí a jejich zdanění

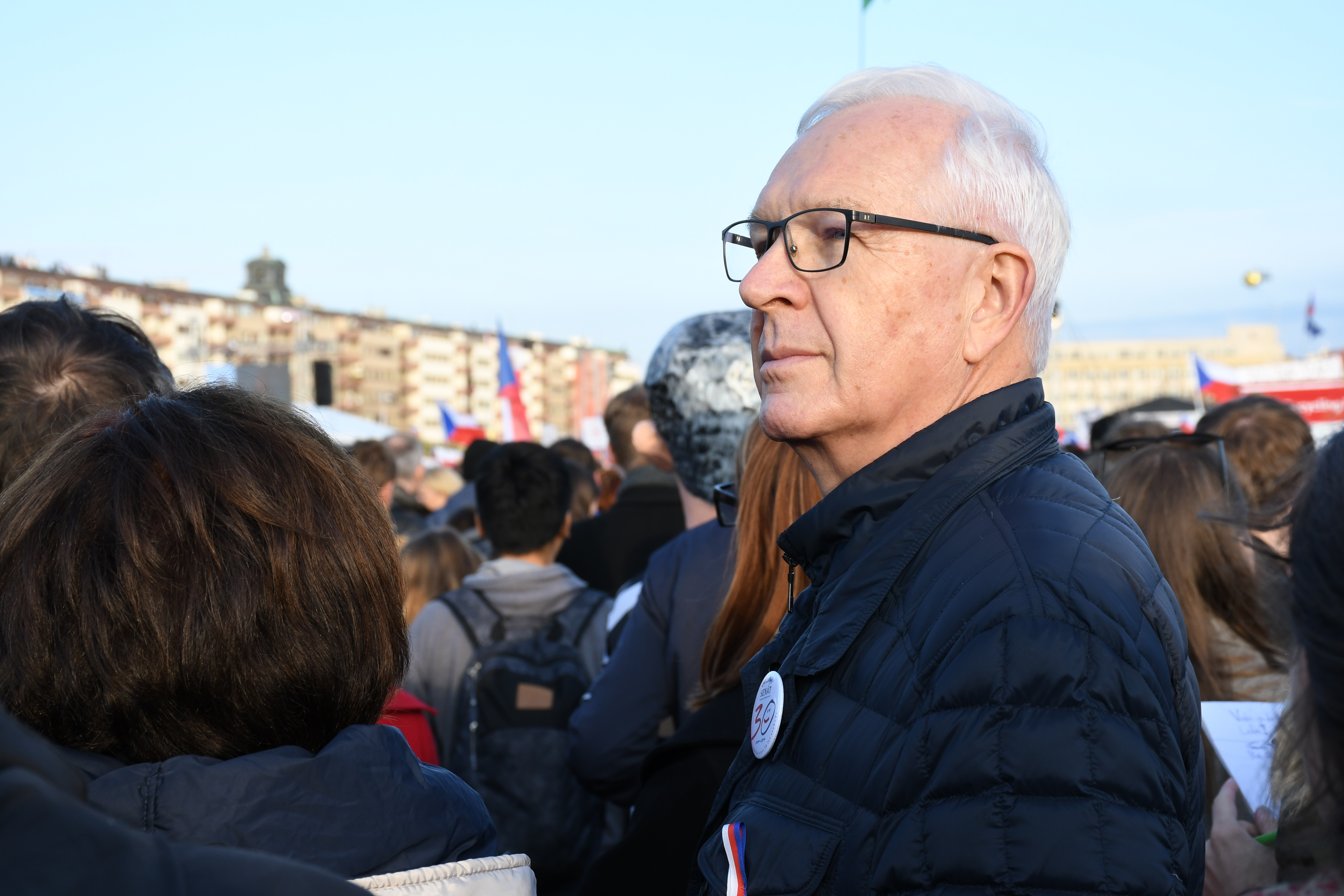
Jiří Drahoš na demonstraci proti Andreji Babišovi v Praze na Letné 16. listopadu 2019

Jiří Drahoš se také zastal církevních restitucí a odmítl jejich zdanění. V rozhovoru pro IDNES.cz prohlásil, že „vracet se dnes k těmto problémům by mohlo být otevřením Pandořiny skříňky. To bychom už pak mohli danit ledasco.“

#### Otázka vlády Andreje Babiše
V roce 2019 se účastnil demonstrací proti vládě Andreje Babiše, které pořádal spolek Milion chvilek pro demokracii.

## Spolková činnost
Na jaře 2018 Drahoš založil spolek Společně pro Česko, pomocí něhož plánuje nabízet řešení důležitých témat.

## Kritika

### Kontroverze
Během volební kampaně vyvolala kritiku jeho změna názoru, kdy nejdříve prohlašoval, že by vládu podpořenou komunisty nejmenoval, a poté otočil s tím, že by takovou vládu přece jenom jmenoval. Kritizováno bylo také jeho prohlášení na oficiálním facebookovém účtu, týkající se udělování amnestií, názory na amnestii totiž zčásti zkopíroval z facebookového účtu svého tehdejšího protivníka Michala Horáčka a vydával je za své vlastní. V dalším příspěvku se Jiří Drahoš za „kreativitu našeho externího kreativce“ omluvil s vysvětlením, že šlo o „trapné nedorozumění“.
Některá média se pozastavila nad Drahošovým poradcem Jakubem Kleindienstem, členem dozorčí rady společnosti ML Compet, která podle policie ve Středočeském kraji narušovala soutěže ve prospěch Davida Ratha. Českému rozhlasu Kleindienst o kauze sdělil: „Kdybych něco takového zpozoroval, tak bych to nahlásil. Vůbec se mě to netýkalo. V té firmě jsem vůbec nepůsobil, myslel jsem si, že tu firmu koupím, ale na to nedošlo.“ Jiří Drahoš přiznal, že o Kleindienstově problematické minulosti věděl, ale kritiku novinářů považuje za vytrženou z kontextu a nepřikládá ji důležitost.
Manželka Jiřího Drahoše Eva Drahošová prohlásila dle zpravodajského serveru Aktuálně.cz následující: „V České televizi nám fandí, ale nesmí to dávat najevo.“ Drahošová ale později uvedla, že byl výrok vytržený z kontextu.
Drahoš v závěrečné prezidentské debatě na ČT před druhým kolem prezidentských voleb, kterou moderovala Světlana Witowská, prohlásil, že nejvíce mu na Zemanovi vadí, že „společnost nespojuje, že ji rozděluje, že je prezidentem dolních deseti milionů.“ Podle některých komentátorů Drahoš myslel frázi „prezidentem dolních deseti milionů“ ironicky, ale podle nich to tak nevyznělo.
Časopis Reportér se snažil rozebrat některé výsledky Drahošovy desítky let trvající kariéry vědce (Aktuálně.cz uvádí, že pracoval v akademii věd více než 40 let) nebo přesněji některé jeho výsledky, ke kterým patří i patenty, se kterými má být podle média Reportér spojen, kde v kritickém článku „Tajemství Jiřího Drahoše. Patenty, vyplacené dotace a sporné výsledky“ uvádí Jiří Štický kupř. že: „Na základě jednoho se například měla stavět linka na recyklaci PET lahví: není z ní nic, dotace na ni však udělena byla.“
Poradcem senátora Jiřího Drahoše pro oblast školství je Bohumil Kartous, ředitel Pražského inovačního institutu.

## Názory na Jiřího Drahoše

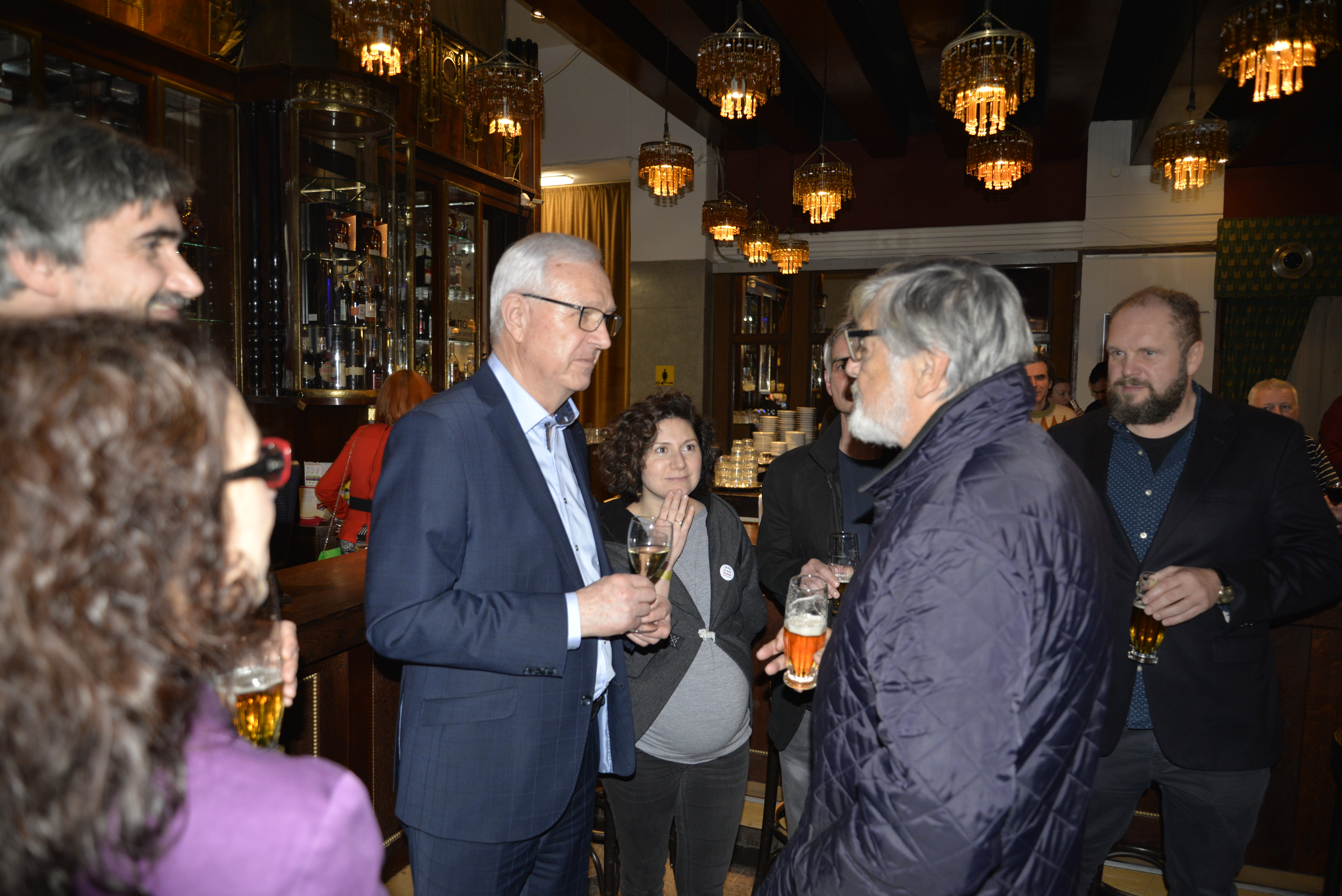
Jiří Bartoška, Martha Issová, David Ondříček a další osobnosti uměleckého života vyjadřující podporu Jiřímu Drahošovi

Především před druhým kolem prezidentských voleb vyjádřily Jiřímu Drahošovi podporu různé osobnosti, na druhou stranu další osobnosti se jasně vyjádřily pro jeho protikandidáta Miloše Zemana; následující vyjádření jsou jen výběrem z mnoha vyjádření pro i proti prof. Drahošovi:
- Poté, co Jiří Drahoš prohlásil, že by prezidentské volby 2018 mohly být ovlivněny zahraničními rozvědkami, vyjádřil se Miloš Zeman, že se podle něj mohlo jednat o trestný čin šíření poplašné zprávy. Drahoš na to řekl, že pro ovlivňování voleb přímý důkaz nemá, ale že se domnívá, že něco takového existuje.[131] Podle rozboru serveru Demagog.cz a dalších médií ovšem Miloš Zeman nepřesně citoval vyjádření BIS, která ovlivňování voleb nevyloučila, avšak uvedla, že o žádném ovlivňování nemá informace.[141][142]
- Společně vyjádřili podporu Jiřímu Drahošovi hejtmani Martin Netolický (ČSSD), Josef Bernard (ČSSD), Jiří Štěpán (ČSSD), Jiří Čunek (KDU-ČSL) a Martin Půta (Starostové pro Liberecký kraj). Hejtmani dříve svou volbu vyjádřili na Facebooku, povětšinou s odvoláním na politické kauzy Miloše Zemana. Naopak hejtman Královéhradeckého kraje Štěpán odůvodnil svou volbu následovně: „Profesor Drahoš je osobnost, která má zkušenosti, prokazatelné výsledky, bude kultivovat politickou kulturu a držet Českou republiku v civilizované Evropě.“[143] Jiřího Drahoše později podpořil i hejtman Moravskoslezského kraje Ivo Vondrák (ANO).
- Podporovatelé Jiřího Drahoše

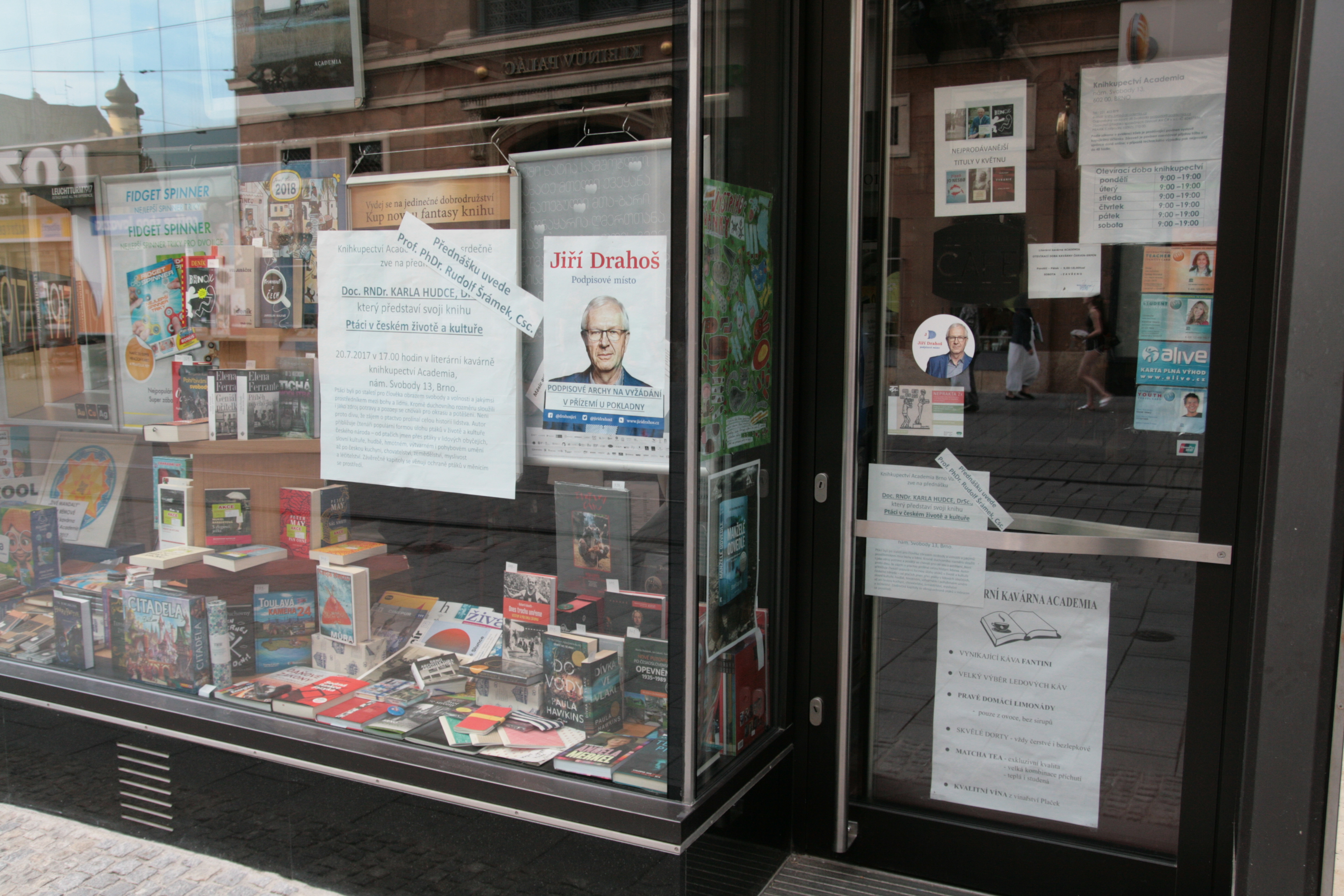
Podporovatelé Jiřího Drahoše
v Brně

v BrněJiní, mezi něž patří Jiří X. Doležal, podpořili Jiřího Drahoše jako protiváhu Miloše Zemana: „Ano, je pravda, že v mnohém s Drahošem nesouhlasím, ale každopádně je to člověk Západu. Člověk noblesní, vzdělaný, kultivovaný, člověk, kterého můžu za jeho předchozí kariéru jen hluboce obdivovat, člověk, který reprezentuje to nejlepší, co tahle země má – totiž české mozky.“[144]
- V Aréně Jaromíra Soukupa citoval Jaromír Soukup komentátora časopisu Týden filmového střihače Vladimíra Baráka (Týden vydávaný Empresa Media, jehož je Soukup ředitelem), podle nějž Akademie věd fungovala pod Drahošovým vedením „v režimu samospádu.“[145] V reakci Jiří Drahoš naznačil, že 95 % členů Akademie věd bude mít jiný názor.[146] Opačné hodnocení přinesl např. Jiří Grygar, astrofyzik a popularizátor vědy, slovy: „Znám pana profesora jako svého nejvyššího šéfa v posledních osmi letech, ale také jako váženého člena Učené společnosti ČR. Za tu dobu vytáhl z bryndy Akademii věd a projevil rozhodnost a dobrý úsudek v krizových situacích.“[147]
- Pro českého europoslance Jana Zahradila (ODS) se stal Jiří Drahoš definitivně nevolitelným svými názory o euru, jehož přijetí by dle svých slov podporoval či aktivně prosazoval již v příštím volebním období.[148]
- Bývalý prezident Václav Klaus prohlásil na adresu Jiřího Drahoše: „Od něj jsem nikdy neslyšel žádný jasný politický názor nebo názor na věci, které hýbou naší dobou.“[149] Případně: „Já myslím, že pan Drahoš byl úředníkem vědy, já myslím, že nebyl žádným velkým vědcem.“[150]
- Václav Klaus mladší (ODS) pro časopis Reflex zase na osobu Jiřího Drahoše uvedl, že není jeho volbou z důvodu obavy jeho naprostého konformismu vůči EU, migraci a inkluzi ve školách.[151]

## Ocenění
Za jeho vědeckou činnost mu prezident Václav Klaus udělil v roce 2012 Medaili prvního stupně za zásluhy o stát v oblasti vědy. Čestné doktoráty obdržel od Slovenské technické univerzity v Bratislavě a japonské Univerzity v Kóbe.
V roce 2024 převzal od předsedkyně Akademie věd ČR Evy Zažímalové nejvyšší čestné ocenění Akademie věd ČR De scientia et humanitate optime meritis.